# Ligne S6 du service ferroviaire suburbain de Milan
Pour les articles homonymes, voir S6.
La ligne S6 du service ferroviaire suburbain de Milan, souvent nommée Ligne S6, est une ligne du service ferroviaire suburbain de Milan qui traverse l'agglomération de Milan suivant un axe Est / Ouest de la gare de Treviglio à celle de Novare en passant par le centre de la ville.
La desserte est d'un train toutes les 30 minutes.

## Histoire
La ligne S6 est mise en service en 2004, entre Novare et Milan-Porta-Vittoria. Le prolongement à Pioltello, aux heures de pointe jusqu'à Treviglio, est ouvert en 2009.

## Infrastructure
La ligne utilise : l'infrastructure de la ligne de Turin à Milan à partir de Novare, puis celle du Passante ferroviaire de Milan dans sa partie centrale souterraine et celle de la ligne de Milan à Venise jusqu'à la gare de Treviglio.

## Liste des gares
|  |  |   |  |  | Gare                            | Zone | Communes             | Correspondances                           |
|  |  | - |  |  | ------------------------------- | ---- | -------------------- | ----------------------------------------- |
|  |  | • |  |  | Novare                          |      | Novare               | Trenitalia                                |
|  |  | • |  |  | Trecate                         |      | Trecate              |                                           |
|  |  | • |  |  | Magenta                         |      | Magenta              | Trenitalia                                |
|  |  | • |  |  | Corbetta - Santo-Stefano-Ticino |      | Santo Stefano Ticino |                                           |
|  |  | • |  |  | Vittuone - Arluno               |      | Vittuone             |                                           |
|  |  | • |  |  | Pregnana-Milanese               |      | Pregnana Milanese    |                                           |
|  |  | • |  |  | Rho                             |      | Rho                  | / Trenitalia                              |
|  |  | • |  |  | Rho-Fiera-Milano                |      | Rho                  | / Trenitalia                              |
|  |  | • |  |  | Milan-Certosa                   | U    | Milan                | / Trenitalia                              |
|  |  | • |  |  | Milan-Villapizzone              | U    | Milan                | (S5) · (S11)                              |
|  |  | • |  |  | Milan-Lancetti                  | U    | Milan                | (S1) · (S2) · (S5) · (S12) · (S13)        |
|  |  | • |  |  | Milan-Porta Garibaldi           | U    | Milan                | / Malpensa Express / Trenitalia           |
|  |  | • |  |  | Milan-Repubblica                | U    | Milan                | (M3) · (S1) · (S2) · (S5) · (S12) · (S13) |
|  |  | • |  |  | Milan-Porta-Venezia             | U    | Milan                | (M1) · (S1) · (S2) · (S5) · (S12) · (S13) |
|  |  | • |  |  | Milan-Dateo                     | U    | Milan                | (M4) · (S1) · (S2) · (S5) · (S12) · (S13) |
|  |  | • |  |  | Milan-Porta-Vittoria            | U    | Milan                | (S1) · (S2) · (S5) · (S12) · (S13)        |
|  |  | • |  |  | Milan-Forlanini                 | U    | Milan                | (M4) · (S5) · (S9)                        |
|  |  | • |  |  | Segrate                         |      | Segrate              | (S5)                                      |
|  |  | • |  |  | Pioltello-Limito                |      | Pioltello            | / Trenitalia                              |
|  |  | • |  |  | Vignate                         |      | Vignate              | (S5)                                      |
|  |  | • |  |  | Melzo                           |      | Melzo                | (S5)                                      |
|  |  | • |  |  | Pozzuolo-Martesana              |      | Pozzuolo Martesana   | (S5)                                      |
|  |  | • |  |  | Trecella                        |      | Pozzuolo Martesana   | (S5)                                      |
|  |  | • |  |  | Cassano-d'Adda                  |      | Cassano d'Adda       | (S5)                                      |
|  |  | • |  |  | Treviglio                       |      | Treviglio            | / Trenitalia                              |

## Exploitation
Le service est effectué tous les jours entre 6 h 0 min et 0 h 30 min, à raison d'un train toutes les 30 minutes. L'ensemble de la ligne est desservie de 7 h 0 min à 9 h 0 min et de 17 h 0 min à 20 h 0 min, le reste de la journée le service est limité à Novare - Pioltello sauf entre 10 h 0 min et 12 h 0 min où il se limite à Novare - Milan-Certosa.